# General Mosconi (Formosa)
General Mosconi is een plaats in het Argentijnse bestuurlijke gebied Ramón Lista in de provincie Formosa. De plaats telt 19.124 inwoners.